# Ryū ga Gotoku Kenzan!
Ryū ga Gotoku Kenzan! (龍が如く 見参！, lit. "Como um Dragão Chega!"), também conhecido como Yakuza Kenzan é um jogo spin-off de ficção histórica na série Yakuza, conhecida no Japão como Ryū ga Gotoku. O jogo foi desenvolvido e publicado pela Sega e lançado para PlayStation 3 em 6 de março de 2008, e nunca recebeu um lançamento ocidental.
Uma sequência do jogo, Ryū ga Gotoku Ishin!, foi lançada em 2014 para PlayStation 3 e PlayStation 4, com uma história que se passa dois séculos depois da história de Kenzan. Sendo assim, os enredos não estão diretamente ligados, focando em figuras históricas diferentes, os guerreiros Miyamoto Musashi (1584–1645) e Sakamoto Ryoma (1836–67), respectivamente.

## História

### Enredo
Depois de ser derrotado pelo clã Tokugawa na histórica Batalha de Sekigahara que ocorreu em 21 de outubro de 1600, Miyamoto Musashi se aposentou de sua vida de espadachim para se tornar um modesto guarda-costas em Gion, distrito de Quioto. Cinco anos depois da batalha, uma garotinha chamada Haruka vai a Gion a procura de um assassino local conhecido como Kazumanosuke Kiryu, que é na verdade a nova identidade de Miyamoto. Depois de eventualmente encontrar Kiryu, Haruka pede que ele mate um impostor fingindo ser Miyamoto Musashi. Kiryu recusa, mas quando a garota se torna servente de um prostíbulo oiran para pagar pelo assassinato, ele acaba por aceitar.

A história do jogo se passa no distrito de Gion, em Quioto (na imagem, o santuário de Gion ilustrado por Hiroshige)

A história do spin-off se passa em Quioto durante o Período Edo, sendo uma recontagem da vida de Miyamoto Musashi. A aventura principal é complementada por missões secundárias, minijogos e uma centena de subtramas. Há quatro estilos de batalha no jogo: punhos, uma espada, duas espadas e espada de duas mãos. Também há movimentos especiais baseados em quick time events que o jogador pode executar, conhecidos como ações de "Heat".

### Elenco
Ryū ga Gotoku Kenzan! é o primeiro jogo da série onde os personagens tiveram seus rostos modelados em três dimensões com base nos atores que os dublaram, que são celebridades japonesas. Um scanner 3D da Cyberware foi usado para analisar a cabeça e rosto de cada ator para coletar dados em seus formatos e aspectos, e então esses arquivos foram trabalhados com a aplicação de gráficos tridimensionais Autodesk Softimage.
| - Takaya Kuroda como Kazumanosuke Kiryu / Miyamoto Musashi - Shota Matsuda como Sasaki Kojirō - Susumu Terajima como Itō Ittōsai - Masaya Kato como Seijuro Yoshioka - Takashi Tsukamoto como Gion Tōji | - Hiroki Matsukata como Monge Misterioso - Naoto Takenaka como Marume Nagayoshi - Aya Hisakawa como Yoshino Tayū - Rie Kugimiya como Haruka - Yingling como Libido Waterfall |

## Lançamento
Ryū ga Gotoku Kenzan! foi revelado pela primeira vez na Tokyo Game Show em 2007. Duas demos jogáveis foram lançadas no Japão em 7 de janeiro de 2008 através da PlayStation Store. A primeira demo incluía a jogabilidade livre, com exploração do mundo, enquanto a segunda consistia de uma coleção de vários segmentos de combate e romance.
O jogo foi lançado em 6 de março de 2008 para PlayStation 3 no Japão. Como parte de uma campanha de pré-venda, as primeiras unidades japonesas foram vendidas junto de uma monografia chamada Kamutai Magazine. A Sony celebrou o lançamento jogo com uma edição limitada a 10.000 unidades do PlayStation 3, uma versão prateada chamada "PlayStation 3 Ryū ga Gotoku Kenzan! Pack" (龍が如く 見参！パック) incluindo adesivos "Rising Dragon" para customizar o console.
Apesar de Ryū ga Gotoku Kenzan! nunca ter sido lançado no ocidente, o produtor da série Daisuke Sato já revelou seu interesse em desenvolver um remake do jogo, com o mesmo tratamento Kiwami recebido por Yakuza e Yakuza 2. Pouco depois, entretanto, Sato afirmou não saber se jogadores fora do Japão seriam capazes de aproveitar Kenzan e sua sequência Ryū ga Gotoku Ishin da mesma forma por não terem o mesmo conhecimento sobre a história dos samurais.

### Trilha sonora
O álbum Ryu ga Gotoku Kenzan! Original Soundtrack (龍が如く 見参! オリジナルサウンドトラック) foi publicado pela Wave Master no Japão em 6 de março de 2018. A música foi composta por Hidenori Shoji, Hideki Sakamoto, Hiroyoshi Kato, Keisuke Ito e Yuri Fukuda, com músicas adicionais de cinemáticas por Hideki Naganuma.

## Recepção
Até 9 de julho de 2008, Ryū ga Gotoku Kenzan! tinha vendido 270.439 cópias no Japão, de acordo com a Famitsu. O jogo recebeu um relançamento sob a coleção PlayStation 3 the Best em 11 de dezembro de 2008. Ele recebeu o Prêmio por Excelência no Japan Game Awards em 2008, e a revista Famitsu deu ao jogo uma nota de 37/40.